# Rumex bucephalophorus subsp. hispanicus
Rumex bucephalophorus subsp. hispanicus é uma subespécie de planta com flor pertencente à família Polygonaceae. 
A autoridade científica da subespécie é (Steinh.) Rech.f., tendo sido publicada em Botaniska Notiser 1939: 500. 1939.
O seu nome comum é catacuzes-do-norte.

## Portugal
Trata-se de uma subespécie presente no território português, nomeadamente em Portugal Continental.
Em termos de naturalidade é endémica da Península Ibérica.

## Protecção
Não se encontra protegida por legislação portuguesa ou da Comunidade Europeia.